# Tiro ai Giochi della XXXI Olimpiade - Carabina 50 metri 3 posizioni maschile
La gara di carabina 50 metri 3 posizioni maschile dei Giochi della XXXI Olimpiade si è svolta il 14 agosto 2016. Vi hanno partecipato 44 atleti.

## Risultati

### Turno di qualificazione
| Pos. | Atleta               | Nazione       | Sdraiato | In piedi | In ginocchio | Totale   | Note |
| ---- | -------------------- | ------------- | -------- | -------- | ------------ | -------- | ---- |
| 1    | Sergej Kamenskij     | Russia        | 397      | 397      | 390          | 1184-67x | Q    |
| 2    | Daniel Brodmeier     | Germania      | 392      | 397      | 388          | 1177-57x | Q    |
| 3    | Ole Kristian Bryhn   | Norvegia      | 394      | 396      | 387          | 1177-56x | Q    |
| 4    | Zhu Qinan            | Cina          | 389      | 396      | 391          | 1176-65x | Q    |
| 5    | Alexis Raynaud       | Francia       | 392      | 396      | 388          | 1176-63x | Q    |
| 6    | Fedor Vlasov         | Russia        | 394      | 398      | 384          | 1176-58x | Q    |
| 7    | André Link           | Germania      | 392      | 397      | 385          | 1174-62x | Q    |
| 8    | Niccolò Campriani    | Italia        | 393      | 397      | 384          | 1174-62x | Q    |
| 9    | Petar Gorša          | Croazia       | 389      | 397      | 388          | 1173-55x |      |
| 10   | Oleh Tsarkov         | Ucraina       | 390      | 397      | 386          | 1173-61x |      |
| 11   | Milenko Sebic        | Serbia        | 395      | 398      | 379          | 1172-64x |      |
| 12   | István Péni          | Ungheria      | 388      | 396      | 388          | 1172-49x |      |
| 13   | Odd Arne Brekne      | Norvegia      | 392      | 396      | 383          | 1171-61x |      |
| 14   | Serhij Kuliš         | Ucraina       | 392      | 397      | 382          | 1171-54x |      |
| 15   | Hui Zicheng          | Cina          | 389      | 394      | 388          | 1171-54x |      |
| 16   | Kim Jong-hyun        | Corea del Sud | 394      | 397      | 379          | 1170-61x |      |
| 17   | Alexander Schmirl    | Austria       | 386      | 396      | 388          | 1170-60x |      |
| 18   | Yury Shcherbatsevich | Bielorussia   | 396      | 396      | 378          | 1170-57x |      |
| 19   | Matthew Emmons       | Stati Uniti   | 391      | 400      | 378          | 1169-59x |      |
| 20   | Dane Sampson         | Australia     | 388      | 396      | 385          | 1169-58x |      |
| 21   | Filip Nepejchal      | Rep. Ceca     | 388      | 394      | 387          | 1169-54x |      |
| 22   | Toshikazu Yamashita  | Giappone      | 393      | 396      | 380          | 1169-53x |      |
| 23   | Chain Singh          | India         | 391      | 398      | 380          | 1169-52x |      |
| 24   | Valérian Sauveplane  | Francia       | 385      | 393      | 390          | 1168-63x |      |
| 25   | Stevan Pletikosić    | Serbia        | 389      | 398      | 381          | 1168-63x |      |
| 26   | Pourya Norouziyan    | Iran          | 394      | 391      | 383          | 1168-59x |      |
| 27   | Marco De Nicolo      | Italia        | 395      | 396      | 377          | 1168-59x |      |
| 28   | Daniel Lowe          | Stati Uniti   | 392      | 394      | 382          | 1168-52x |      |
| 29   | Yuriy Yurkov         | Kazakistan    | 390      | 390      | 387          | 1167-54x |      |
| 30   | Jan Lochbihler       | Svizzera      | 390      | 398      | 378          | 1166-71x |      |
| 31   | Illia Charheika      | Bielorussia   | 387      | 392      | 387          | 1166-50x |      |
| 32   | Kim Hyeon-jun        | Corea del Sud | 388      | 390      | 387          | 1165-53x |      |
| 33   | Gagan Narang         | India         | 383      | 395      | 384          | 1162-50x |      |
| 34   | Péter Sidi           | Ungheria      | 386      | 390      | 386          | 1162-46x |      |
| 35   | Anton Rizov          | Bulgaria      | 388      | 393      | 380          | 1161-55x |      |
| 36   | Gernot Rumpler       | Austria       | 385      | 394      | 382          | 1161-48x |      |
| 37   | Napis Tortungpanich  | Thailandia    | 392      | 394      | 373          | 1159-55x |      |
| 38   | Reinier Estopiñán    | Cuba          | 384      | 396      | 377          | 1157-48x |      |
| 39   | William Godward      | Australia     | 384      | 392      | 380          | 1156-41x |      |
| 40   | Julio Iemma          | Venezuela     | 380      | 397      | 378          | 1155-51x |      |
| 41   | Hamada Talat         | Egitto        | 384      | 389      | 378          | 1151-56x |      |
| 42   | Alexander Molerio    | Cuba          | 388      | 384      | 374          | 1146-40x |      |
| 43   | Hamed Said Alkhatri  | Oman          | 374      | 397      | 367          | 1138-40x |      |
| 44   | Cássio Rippel        | Brasile       | 387      | 395      | 347          | 1129-45x |      |

### Finale
| Pos. | Atleta             | Serie    | Serie    | Serie    | Serie    | Serie    | Serie    | Serie        | Serie        | Serie        | Serie        | Serie        | Serie        | Serie        | Totale | Note            |
| Pos. | Atleta             | Sdraiato | Sdraiato | Sdraiato | In piedi | In piedi | In piedi | In ginocchio | In ginocchio | In ginocchio | In ginocchio | In ginocchio | In ginocchio | In ginocchio | Totale | Note            |
| Pos. | Atleta             | 1        | 2        | 3        | 4        | 5        | 6        | 7            | 8            | 9            | 10           | 11           | 12           | 13           | Totale | Note            |
| ---- | ------------------ | -------- | -------- | -------- | -------- | -------- | -------- | ------------ | ------------ | ------------ | ------------ | ------------ | ------------ | ------------ | ------ | --------------- |
|      | Niccolò Campriani  | 51.4     | 51.2     | 52.5     | 52.0     | 51.8     | 51.1     | 50.2         | 50.8         | 10.3         | 8.7          | 10.5         | 9.1          | 9.2          | 458.8  | Record olimpico |
|      | Sergej Kamenskij   | 51.7     | 50.8     | 51.1     | 52.9     | 51.6     | 51.9     | 51.3         | 50.0         | 9.2          | 9.7          | 10.4         | 9.6          | 8.3          | 458.5  |                 |
|      | Alexis Raynaud     | 50.6     | 52.3     | 50.9     | 51.2     | 51.0     | 52.8     | 49.8         | 48.6         | 10.1         | 10.9         | 10.0         | 10.2         |              | 448.4  |                 |
| 4    | Daniel Brodmeier   | 49.2     | 50.0     | 51.2     | 52.5     | 52.0     | 52.5     | 50.0         | 49.6         | 9.5          | 9.6          | 9.5          |              |              | 435.6  |                 |
| 5    | André Link         | 51.0     | 50.7     | 49.8     | 52.4     | 52.6     | 52.1     | 51.0         | 45.6         | 10.0         | 9.4          |              |              |              | 424.6  |                 |
| 6    | Zhu Qinan          | 50.5     | 49.3     | 50.2     | 51.2     | 51.8     | 52.3     | 50.8         | 48.9         | 9.8          |              |              |              |              | 414.8  |                 |
| 7    | Fedor Vlasov       | 51.5     | 50.9     | 51.8     | 51.9     | 51.4     | 52.1     | 44.8         | 48.7         |              |              |              |              |              | 403.1  |                 |
| 8    | Ole Kristian Bryhn | 49.0     | 51.4     | 50.3     | 51.7     | 51.5     | 51.9     | 46.9         | 47.7         |              |              |              |              |              | 400.4  |                 |